# Gervasius von Tilbury
Gervasius von Tilbury (frz. Gervais de Tilbury, engl. Gervase of Tilbury, lat. Gervasius Tilberiensis, * um 1150; † um 1235) war ein englischer Rechtsgelehrter, Historiker und Geograph. Er stammte aus normannischem Adel und stand nacheinander in den Diensten König Heinrichs II. von England, Erzbischof Wilhelms von Reims, König Wilhelms II. von Sizilien, Erzbischof Humberts von Arles und Kaiser Ottos IV., des Enkels des englischen Normannenkönigs Heinrich II. Dieser verlieh ihm den Titel und die Würde eines Marschalls des kaiserlichen Hofes für das Königreich Arelat. In seinen späten Jahren war Gervasius Mitglied eines Prämonstratenserkapitels in Burgund. 

## „Kaiserliche Mußestunden“
Gervasius’ Hauptwerk sind die Otia imperialia („Kaiserliche Mußestunden“), eine wohl 1209–1214 verfasste Weltgeschichte und Weltbeschreibung für Kaiser Otto IV. Darin ist nicht nur die gelehrte enzyklopädische Geographie und Weltgeschichte verarbeitet, sondern es sind auch Sagen und Wundergeschichten aus der mittelalterlichen mündlichen Erzählliteratur Englands und der Mittelmeerwelt gesammelt. Dergestalt überliefern die Otia „wichtige Belege für die Vergilsage, die Artustradition, den zeitgenössischen Hexen- und Dämonenglauben sowie für die Feenmythologie und das Melusine-Motiv“ (Maaz).

## Autor der Ebstorfer Weltkarte?
Gervasius wird auch als Urheber der Ebstorfer Weltkarte diskutiert, was durch die Spätdatierung-Thesen der Karte (Entstehung des bis 1943 vorhandenen Exemplars „um 1300“) nicht widerlegt ist, da mit (ein oder mehreren) Zwischenstufen gerechnet werden muss (Armin Wolf). In diesem Zusammenhang spielt das Vorkommen eines kaiserlichen Notars Gervasius 1215 und des Ebstorfer Gründungspropstes des gleichen Namens eine Rolle. Das einstige Prämonstratenserstift St. Mauritius zu Ebstorf im Lüneburgischen war zu einem unbekannten Zeitpunkt abgebrannt und 1217/1219 als Benediktinerfrauenkloster wiederbelebt worden. Die Wahl eines Prämonstratensers zum Klosterpropst passt in die institutionelle Entwicklung Ebstorfs, da vermutlich Ansprüche des Prämonstratenserordens zu berücksichtigen waren. Zu beachten ist weiter, dass Otto IV. bis zu seinem Tode (1218) für seinen unmündigen Neffen Regent des Lüneburger Landesteils war.

## Ausgaben und Übersetzungen
- Gervase of Tilbury: Otia Imperialia. Recreation for an Emperor. Hrsg. von James W. Binns und Shelagh E. Banks. Oxford 2002 (lateinischer Text mit englischer Übersetzung).
- Gervasius von Tilbury: Kaiserliche Mußestunden. Otia imperialia. Eingeleitet, übersetzt und mit Anmerkungen versehen von Heinz Erich Stiene, (Bibliothek der mittellateinischen Literatur 6/7). Stuttgart 2009 (deutsche Übersetzung).